# أنجيلو فيلدز
أنجيلو فيلدز (بالإنجليزية: Angelo Fields)‏ هو لاعب كرة قدم أمريكية أمريكي، ولد في 15 سبتمبر 1957 في واشنطن العاصمة في الولايات المتحدة.

## وصلات خارجية
- أنجيلو فيلدز على موقع مرجع كرة القدم المحترفة.كوم (الإنجليزية)